# بلينغي (كورنوال)
بلينغي (بالإنجليزية: Bolingey)‏ هي قرية تقع في المملكة المتحدة في كورنوال.